# Birán
Birán – miasto w prowincji Holguín na Kubie, leżące we wschodniej części wyspy. Miejsce urodzenia braci Castro: Ramóna (1924), Fidela (1926) i Raúla (1931).